# ЮАР на летних Олимпийских играх 2016
Южно-Африканская Республика на летних Олимпийских играх 2016 года была представлена 138 спортсменами в 15 видах спорта. На церемонии открытия Игр право нести национальный флаг было доверено чемпиону мира 2015 года в беге на 400 метров Вайде ван Никерку, а на церемонии закрытия — Кастер Семеня, которая завоевала золото в беге на 800 метров. По итогам соревнований на счету южноафриканских спортсменов было 2 золотых, 6 серебряных и 2 бронзовые медали, что позволило сборной ЮАР занять 30-е место в неофициальном медальном зачёте.

## Медали
| Золото  | |                                               |            |
| №       | Спортсмены | Вид спорта (дисциплина)                       | Дата       |
| 1       | Вайде ван Никерк | Лёгкая атлетика (бег на 400 метров, мужчины)  | 14 августа |
| 2       | Кастер Семеня | Лёгкая атлетика (бег на 800 метров, женщины)  | 20 августа |
| Серебро | |                                               |            |
| №       | Спортсмены | Вид спорта (дисциплина)                       | Дата       |
| 1       | Камерон ван дер Бург | Плавание (100 метров брассом, мужчины)        | 7 августа  |
| 2       | Чад ле Кло | Плавание (200 метров вольным стилем, мужчины) | 8 августа  |
| 3       | Лоуренс Бриттейн Шон Килинг | Академическая гребля (двойки, мужчины)        | 11 августа |
| 4       | Чад ле Кло | Плавание (100 метров баттерфляем, мужчины)    | 12 августа |
| 5       | Луво Маньонга | Лёгкая атлетика (прыжки в длину, мужчины)     | 13 августа |
| 6       | Сюнетте Фильюн | Лёгкая атлетика (метание копья, женщины)      | 18 августа |
| Бронза  | |                                               |            |
| №       | Спортсмены | Вид спорта (дисциплина)                       | Дата       |
| 1       | Мужская сборная по регби-7 Тим Агаба Сесил Африка Кайл Браун Джастин Джедулд Юан де Йонг Вернер Кок Чеслин Колб Дилан Сейдж Сеабело Сенатла Квагга Смит Филип Сниман Роско Спекман Франсуа Хугор | Регби-7 (мужчины)                             | 11 августа |
| 2       | Хенри Схуман | Триатлон (мужчины)                            | 18 августа |

## Состав сборной

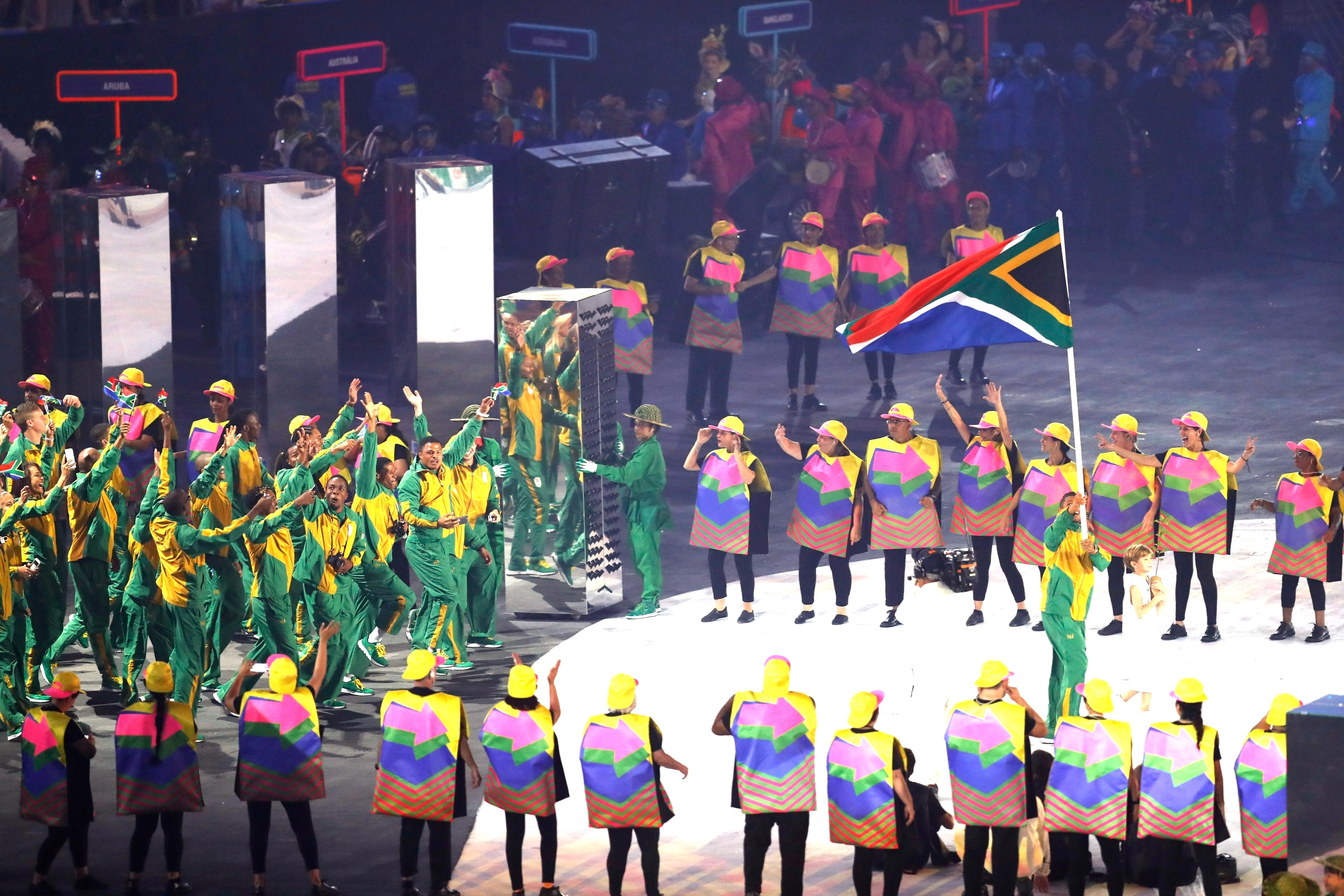
Спортсмены ЮАР во время парада наций на церемонии открытия Олимпийских игр

В состав олимпийской сборной ЮАР для участия в летних Олимпийских играх 2016 года войдут как минимум 69 спортсменов, которые будут соревноваться не менее, чем в десяти видах спорта. Изначально количество атлетов, получивших право на участие в Играх было значительно больше, но Олимпийский комитет ЮАР принял решение отказаться от квот, полученных по итогам континентальных квалификаций. Таким образом ЮАР лишилась лицензий в женском регби-7, дуэта в синхронном плавании, двух боксёров, дзюдоиста, мужчины-лучника, фехтовальщицы, велогонщицы в маунтинбайке, женской лицензии в спортивной гимнастике, а также обеих сборных команд в хоккее на траве.
 Академическая гребля
1. Винсент Брит
2. Лоуренс Бриттейн
3. Джейк Грин
4. Шон Килинг
5. Джон Смит
6. Джонти Смит
7. Джеймс Томпсон
8. Дэвид Хант
9. Урсула Гроблер
10. Кейт Кристовиц
11. Кирстен Маккенн
12. Ли-Энн Персс

 Бадминтон
1. Джейкоб Маликал

Велоспорт
 Шоссейный велоспорт
1. Дэрил Импи
2. Луис Мейнтджес
3. Эшли Молман
4. Ан-Ли Преториус

 Маунтинбайк
1. Джеймс Рид
2. Алан Хартли

 BMX
1. Кайл Додд

 Гольф
1. Джако ван Зил
2. Брэндон Стоун
3. Паула Рето
4. Эшли Саймон

Гребля на байдарках и каноэ
 Гребля на гладкой воде
1. Бриджитт Хартли

 Дзюдо
1. Зак Пионтек

 Конный спорт
1. Таня Сеймур

 Лёгкая атлетика
1. Антонио Алкана
2. Энрико Брёйнтейс
3. Стефан Бритс
4. Луи Якоб ван Зейл
5. Уэйд ван Никерк
6. Райнардт ван Ренсбург
7. Рокко ван Ройен
8. Элрой Гелант
9. Лунджиле Гонгква
10. Анасо Йободвана
11. Виллем Куртзен
12. Тлотлисо Леотлела
13. Марк Манделл
14. Луво Маньонга
15. Годфри Хотсо Мокоена
16. Стивен Мокока
17. Кларенс Муньяй
18. Сибусисо Нзима
19. Джейкоб Розани
20. Рушвал Самааи
21. Акани Симбине
22. Уэйн Сниман
23. Ле Руа Хамман
24. Линдсей Ханеком
25. Лебоганг Шанге
26. Лусафо Эприл
27. Ирветт ван Зейл
28. Кристин Калмер
29. Алисса Конли
30. Венда Нел
31. Анел Остхёйзен
32. Джастин Палфраман
33. Линик Принсло
34. Дина Пфалула
35. Кастер Семеня
36. Доминик Скотт
37. Тсолофело Типе
38. Сюнетте Фильюн
39. Карина Хорн

 Парусный спорт
1. Джим Асенати
2. Стефано Марсия
3. Роджер Хадсон

 Плавание
1. Дилан Бош
2. Майлз Браун
3. Камерон ван дер Бург
4. Чад ле Кло
5. Джарред Краус
6. Майкл Мейер
7. Мэттью Мейер
8. Кристофер Рид
9. Себастьен Руссо
10. Брэд Тэнди
11. Чед Хо
12. Дуглас Эрасмус
13. Калвин Юстус
14. Мишель Уэбер

 Прыжки в воду
1. Джулия Винсент

 Регби-7
- Квота 1
- Квота 2
- Квота 3
- Квота 4
- Квота 5
- Квота 6
- Квота 7
- Квота 8
- Квота 9
- Квота 10
- Квота 11
- Квота 12

 Спортивная гимнастика
1. Райан Паттерсон

 Триатлон
- Квота 1
- Квота 2
- Квота 3

 Футбол
- Квота 1
- Квота 2
- Квота 3
- Квота 4
- Квота 5
- Квота 6
- Квота 7
- Квота 8
- Квота 9
- Квота 10
- Квота 11
- Квота 12
- Квота 13
- Квота 14
- Квота 15
- Квота 16
- Квота 17
- Квота 18
- Квота 19
- Квота 20
- Квота 21
- Квота 22
- Квота 23
- Квота 24
- Квота 25
- Квота 26
- Квота 27
- Квота 28
- Квота 29
- Квота 30
- Квота 31
- Квота 32
- Квота 33
- Квота 34
- Квота 35
- Квота 36

## Результаты соревнований

### Академическая гребля
В следующий раунд из каждого заезда проходят несколько лучших экипажей (в зависимости от дисциплины). В утешительный заезд попадают спортсмены, выбывшие в предварительном раунде. В финал A выходят 6 сильнейших экипажей, остальные разыгрывают места в утешительных финалах B-F.
Мужчины
| Соревнование              | Спортсмены                                     | Отборочная гонка | Отборочная гонка | Отборочная гонка | Утешительный заезд | Утешительный заезд | Утешительный заезд | Четвертьфинал | Четвертьфинал | Четвертьфинал | Полуфинал     | Полуфинал     | Полуфинал     | Финал   | Финал   | Итоговое место |
| Соревнование              | Спортсмены                                     | Заезд            | Время            | Место            | Заезд              | Время              | Место              | Заезд         | Время         | Место         | Заезд         | Время         | Место         | Время   | Место   | Итоговое место |
| ------------------------- | ---------------------------------------------- | ---------------- | ---------------- | ---------------- | ------------------ | ------------------ | ------------------ | ------------- | ------------- | ------------- | ------------- | ------------- | ------------- | ------- | ------- | -------------- |
| двойки                    | Лоуренс Бриттейн Шон Килинг                    | 1                | 6:41,42          | 2 Q              | не участвовали     | не участвовали     | не участвовали     | не проводится | не проводится | не проводится | 2             | 6:27,59       | 3 QA          | Финал A | Финал A | 2              |
| двойки                    | Лоуренс Бриттейн Шон Килинг                    | 1                | 6:41,42          | 2 Q              | не участвовали     | не участвовали     | не участвовали     | не проводится | не проводится | не проводится | 2             | 6:27,59       | 3 QA          | 7:02,51 | 2       | 2              |
| двойки парные, лёгкий вес | Джеймс Томпсон Джон Смит                       | 4                | 6:23,10          | 1 Q              | не участвовали     | не участвовали     | не участвовали     | не проводится | не проводится | не проводится | Полуфинал A/B | Полуфинал A/B | Полуфинал A/B | Финал   | Финал   |                |
| двойки парные, лёгкий вес | Джеймс Томпсон Джон Смит                       | 4                | 6:23,10          | 1 Q              | не участвовали     | не участвовали     | не участвовали     | не проводится | не проводится | не проводится |               |               |               |         |         |                |
| четвёрки                  | Дэвид Хант Джонти Смит Винсент Брит Джейк Грин | 3                | 6:01,64          | 4                | 1                  | 6:34,97            | 1 Q                | не проводится | не проводится | не проводится |               |               |               | Финал   | Финал   |                |
| четвёрки                  | Дэвид Хант Джонти Смит Винсент Брит Джейк Грин | 3                | 6:01,64          | 4                | 1                  | 6:34,97            | 1 Q                | не проводится | не проводится | не проводится |               |               |               |         |         |                |

Женщины
| Соревнование              | Спортсмены                     | Отборочная гонка | Отборочная гонка | Отборочная гонка | Утешительный заезд | Утешительный заезд | Утешительный заезд | Четвертьфинал | Четвертьфинал | Четвертьфинал | Полуфинал     | Полуфинал     | Полуфинал     | Финал | Финал | Итоговое место |
| Соревнование              | Спортсмены                     | Заезд            | Время            | Место            | Заезд              | Время              | Место              | Заезд         | Время         | Место         | Заезд         | Время         | Место         | Время | Место | Итоговое место |
| ------------------------- | ------------------------------ | ---------------- | ---------------- | ---------------- | ------------------ | ------------------ | ------------------ | ------------- | ------------- | ------------- | ------------- | ------------- | ------------- | ----- | ----- | -------------- |
| двойки                    | Ли-Энн Персс Кейт Кристовиц    | 2                | 7:11,29          | 2 Q              | не участвовали     | не участвовали     | не участвовали     | не проводится | не проводится | не проводится |               |               |               | Финал | Финал |                |
| двойки                    | Ли-Энн Персс Кейт Кристовиц    | 2                | 7:11,29          | 2 Q              | не участвовали     | не участвовали     | не участвовали     | не проводится | не проводится | не проводится |               |               |               |       |       |                |
| двойки парные, лёгкий вес | Кирстен Маккенн Урсула Гроблер | 3                | 7:07,37          | 1 Q              | не участвовали     | не участвовали     | не участвовали     | не проводится | не проводится | не проводится | Полуфинал A/B | Полуфинал A/B | Полуфинал A/B | Финал | Финал |                |
| двойки парные, лёгкий вес | Кирстен Маккенн Урсула Гроблер | 3                | 7:07,37          | 1 Q              | не участвовали     | не участвовали     | не участвовали     | не проводится | не проводится | не проводится |               |               |               |       |       |                |

### Бадминтон
Одиночный разряд
| Соревнование | Спортсмены      | Групповой этап | Групповой этап | Групповой этап | 1/8 финала | 1/4 финала | 1/2 финала | Финал | Итоговое место |
| Соревнование | Спортсмены      | 1 матч         | 2 матч         | Место          | 1/8 финала | 1/4 финала | 1/2 финала | Финал | Итоговое место |
| ------------ | --------------- | -------------- | -------------- | -------------- | ---------- | ---------- | ---------- | ----- | -------------- |
| мужчины      | Джейкоб Маликал | Группа         | Группа         | Группа         |            |            |            |       |                |
| мужчины      | Джейкоб Маликал |                |                |                |            |            |            |       |                |

### Велоспорт

#### Шоссейный велоспорт
Мужчины
| Соревнование    | Спортсмены     | Время   | Место | Отставание |
| --------------- | -------------- | ------- | ----- | ---------- |
| групповая гонка | Луис Мейнтджес | 6:10:27 | 7     | +0:22      |
| групповая гонка | Дэрил Импи     | 6:19:43 | 28    | +9:38      |

Женщины
| Соревнование     | Спортсмены      | Время    | Место | Отставание |
| ---------------- | --------------- | -------- | ----- | ---------- |
| групповая гонка  | Эшли Молман     | 3:52:41  | 10    | +1:14      |
| групповая гонка  | Ан-Ли Преториус | 4:01:29  | 39    | +10:02     |
| раздельная гонка | Эшли Молман     | 46:29,11 | 12    | +2:02,69   |

#### Маунтинбайк
Мужчины
| Соревнование | Спортсмены  | Время | Место | Отставание |
| ------------ | ----------- | ----- | ----- | ---------- |
| кросс-кантри | Алан Хартли |       |       |            |
| кросс-кантри | Джеймс Рид  |       |       |            |

#### BMX
Мужчины
| Соревнование | Спортсмены | Квалификация | Квалификация | 1\4 финала | 1\4 финала  | 1\4 финала  | 1\4 финала  | 1\4 финала  | 1\4 финала  | 1\4 финала | 1\4 финала | 1\2 финала | 1\2 финала  | 1\2 финала  | 1\2 финала  | 1\2 финала | 1\2 финала | Финал | Финал | Место |
| Соревнование | Спортсмены | Время        | Место        | Заезд      | 1 гонка     | 2 гонка     | 3 гонка     | 4 гонка     | 5 гонка     | Всего      | Место      | Заезд      | 1 гонка     | 2 гонка     | 3 гонка     | Всего      | Место      | Финал | Финал | Место |
| Соревнование | Спортсмены | Время        | Место        | Заезд      | Время Место | Время Место | Время Место | Время Место | Время Место | Всего      | Место      | Заезд      | Время Место | Время Место | Время Место | Всего      | Место      | Время | Место | Место |
| ------------ | ---------- | ------------ | ------------ | ---------- | ----------- | ----------- | ----------- | ----------- | ----------- | ---------- | ---------- | ---------- | ----------- | ----------- | ----------- | ---------- | ---------- | ----- | ----- | ----- |
| BMX          | Кайл Додд  |              |              |            |             |             |             |             |             |            |            |            |             |             |             |            |            |       |       |       |

### Водные виды спорта

#### Плавание
В следующий раунд на каждой дистанции проходят спортсмены, показавшие лучший результат, независимо от места, занятого в своём заплыве.
Мужчины
| Дистанция                        | Спортсмены                                         | Предварительный раунд | Предварительный раунд | Предварительный раунд | Полуфинал             | Полуфинал             | Полуфинал             | Финал                 | Финал                 |
| Дистанция                        | Спортсмены                                         | Заплыв                | Результат             | Место                 | Заплыв                | Результат             | Место                 | Результат             | Место                 |
| -------------------------------- | -------------------------------------------------- | --------------------- | --------------------- | --------------------- | --------------------- | --------------------- | --------------------- | --------------------- | --------------------- |
| 50 метров вольным стилем         | Брэд Тэнди                                         |                       |                       |                       |                       |                       |                       |                       |                       |
| 50 метров вольным стилем         | Дуглас Эрасмус                                     |                       |                       |                       |                       |                       |                       |                       |                       |
| 200 метров вольным стилем        | Чад ле Кло                                         | 5                     | 1:45,89               | 3 Q                   | 2                     | 1:45,94               | 7 Q                   | 1:45,20               | 2                     |
| 200 метров вольным стилем        | Майлз Браун                                        | 5                     | 1:46,78               | 13 Q                  | 1                     | 1:46,57               | 12                    | завершил выступление  | завершил выступление  |
| 400 метров вольным стилем        | Майлз Браун                                        | 5                     | 3:45,92               | 12                    | не проводится         | не проводится         | не проводится         | завершил выступление  | завершил выступление  |
| 1500 метров вольным стилем       | Мэттью Майер                                       | 3                     | 15:36,22              | 41                    | не проводится         | не проводится         | не проводится         | завершил выступление  | завершил выступление  |
| 100 метров баттерфляем           | Чад ле Кло                                         |                       |                       |                       |                       |                       |                       |                       |                       |
| 200 метров баттерфляем           | Чад ле Кло                                         | 2                     | 1:55,57               | 3 Q                   | 2                     | 1:55,19               | 4 Q                   | 1:54,06               | 4                     |
| 200 метров баттерфляем           | Себастьен Руссо                                    | 4                     | 1:57,33               | 23                    | завершил выступление  | завершил выступление  | завершил выступление  | завершил выступление  | завершил выступление  |
| 100 метров на спине              | Кристофер Рид                                      | 4                     | 53,68                 | 12 Q                  | 1                     | 53,70                 | 10                    | завершил выступление  | завершил выступление  |
| 100 метров брассом               | Камерон ван дер Бург                               | 5                     | 59,35                 | 7 Q                   | 2                     | 59,21                 | 3 Q                   | 58,69                 | 2                     |
| 200 метров брассом               | Джарред Краус                                      | 4                     | 2:12,64               | 25                    | завершил выступление  | завершил выступление  | завершил выступление  | завершил выступление  | завершил выступление  |
| 200 метров брассом               | Камерон ван дер Бург                               | 3                     | 2:12,67               | 26                    | завершил выступление  | завершил выступление  | завершил выступление  | завершил выступление  | завершил выступление  |
| 400 метров комплексным плаванием | Майкл Майер                                        | 2                     | 4:18,13               | 17                    | не проводится         | не проводится         | не проводится         | завершил выступление  | завершил выступление  |
| 400 метров комплексным плаванием | Себастьен Руссо                                    | 4                     | 4:18,72               | 21                    | не проводится         | не проводится         | не проводится         | завершил выступление  | завершил выступление  |
| Эстафета                         | Предварительный раунд                              | Предварительный раунд | Предварительный раунд | Предварительный раунд | Финал                 | Финал                 | Финал                 | Финал                 | Финал                 |
| Эстафета                         | Состав                                             | Заплыв                | Результат             | Место                 | Состав                | Состав                | Состав                | Результат             | Место                 |
| 4×200 метров вольным стилем      | Майлз Браун Себастьен Руссо Калвин Юстус Дилан Бош | 1                     | 7:12,61               | 10                    | завершили выступление | завершили выступление | завершили выступление | завершили выступление | завершили выступление |
| 4×100 метров комбинированная     |                                                    |                       |                       |                       |                       |                       |                       |                       |                       |

Открытая вода
| Дистанция     | Спортсмены | Результат | Место | Отставание |
| ------------- | ---------- | --------- | ----- | ---------- |
| 10 километров | Чед Хо     |           |       |            |

Женщины
Открытая вода
| Дистанция     | Спортсмены   | Результат | Место | Отставание |
| ------------- | ------------ | --------- | ----- | ---------- |
| 10 километров | Мишель Уэбер |           |       |            |

#### Прыжки в воду
Женщины
| Соревнование      | Спортсмены     | Предварительный раунд | Предварительный раунд | Полуфинал | Полуфинал | Финал     | Финал |
| Соревнование      | Спортсмены     | Результат             | Место                 | Результат | Место     | Результат | Место |
| ----------------- | -------------- | --------------------- | --------------------- | --------- | --------- | --------- | ----- |
| трамплин, 3 метра | Джулия Винсент |                       |                       |           |           |           |       |

### Гимнастика

#### Спортивная гимнастика
В квалификационном раунде проходил отбор, как в финал командного многоборья, так и в финалы личных дисциплин. В финал индивидуального многоборья отбиралось 24 спортсмена с наивысшими результатами, а в финалы отдельных упражнений по 8 спортсменов, причём в финале личных дисциплин страна не могла быть представлена более, чем 2 спортсменами. В командном многоборье в квалификации на каждом снаряде выступали по 4 спортсмена, а в зачёт шли три лучших результата. В финале командных соревнований на каждом снаряде выступало по три спортсмена и все три результата шли в зачёт.
Мужчины
Многоборья
| Соревнование      | Спортсмены      | Квалификация        | Квалификация | Квалификация | Квалификация   | Квалификация        | Квалификация | Квалификация | Квалификация | Финал                | Финал                | Финал                | Финал                | Финал                | Финал                | Финал                | Финал                |
| Соревнование      | Спортсмены      | Вольные выступления | Конь         | Кольца       | Опорный прыжок | Параллельные брусья | Перекладина  | Всего        | Место        | Вольные выступления  | Конь                 | Кольца               | Опорный прыжок       | Параллельные брусья  | Перекладина          | Всего                | Место                |
| ----------------- | --------------- | ------------------- | ------------ | ------------ | -------------- | ------------------- | ------------ | ------------ | ------------ | -------------------- | -------------------- | -------------------- | -------------------- | -------------------- | -------------------- | -------------------- | -------------------- |
| личное многоборье | Райан Паттерсон | 14,300              | 13,033       | 13,333       | 13,733         | 13,000              | 13,291       | 80,690       | 46           | Завершил выступление | Завершил выступление | Завершил выступление | Завершил выступление | Завершил выступление | Завершил выступление | Завершил выступление | Завершил выступление |

Индивидуальные упражнения
| Соревнование        | Спортсмены      | Квалификация | Квалификация | Финал                | Финал                |
| Соревнование        | Спортсмены      | Очки         | Место        | Очки                 | Место                |
| ------------------- | --------------- | ------------ | ------------ | -------------------- | -------------------- |
| вольные упражнения  | Райан Паттерсон | 14,300       | 34           | Завершил выступление | Завершил выступление |
| конь                | Райан Паттерсон | 13,033       | 61           | Завершил выступление | Завершил выступление |
| кольца              | Райан Паттерсон | 13,333       | 66           | Завершил выступление | Завершил выступление |
| параллельные брусья | Райан Паттерсон | 13,000       | 63           | Завершил выступление | Завершил выступление |
| перекладина         | Райан Паттерсон | 13,291       | 63           | Завершил выступление | Завершил выступление |

### Гольф
Последний раз соревнования по гольфу в рамках Олимпийских игр проходили в 1904 году. Соревнования гольфистов пройдут на 18-луночном поле, со счётом 72 пар. Каждый участник пройдёт все 18 лунок по 4 раза.
Мужчины
| Соревнование | Спортсмены    | Первый раунд | Первый раунд | Второй раунд | Второй раунд | Третий раунд | Третий раунд | Четвёртый раунд | Четвёртый раунд | Итоговый результат | Итоговое место |
| Соревнование | Спортсмены    | Очки         | Место        | Очки         | Место        | Очки         | Место        | Очки            | Место           | Итоговый результат | Итоговое место |
| ------------ | ------------- | ------------ | ------------ | ------------ | ------------ | ------------ | ------------ | --------------- | --------------- | ------------------ | -------------- |
| мужчины      | Джако ван Зил |              |              |              |              |              |              |                 |                 |                    |                |
| мужчины      | Брэндон Стоун |              |              |              |              |              |              |                 |                 |                    |                |

Женщины
| Соревнование | Спортсмены  | Первый раунд | Первый раунд | Второй раунд | Второй раунд | Третий раунд | Третий раунд | Четвёртый раунд | Четвёртый раунд | Итоговый результат | Итоговое место |
| Соревнование | Спортсмены  | Очки         | Место        | Очки         | Место        | Очки         | Место        | Очки            | Место           | Итоговый результат | Итоговое место |
| ------------ | ----------- | ------------ | ------------ | ------------ | ------------ | ------------ | ------------ | --------------- | --------------- | ------------------ | -------------- |
| женщины      | Паула Рето  |              |              |              |              |              |              |                 |                 |                    |                |
| женщины      | Эшли Саймон |              |              |              |              |              |              |                 |                 |                    |                |

### Гребля на байдарках и каноэ

#### Гребля на гладкой воде
Соревнования по гребле на байдарках и каноэ на гладкой воде проходят в лагуне Родригу-ди-Фрейташ, которая находится на территории города Рио-де-Жанейро. В каждой дисциплине соревнования проходят в три этапа: предварительный раунд, полуфинал и финал.
Женщины
| Соревнование                  | Спортсмены      | Предварительный раунд | Предварительный раунд | Предварительный раунд | Полуфинал | Полуфинал | Полуфинал | Финал | Финал | Итоговое место |
| Соревнование                  | Спортсмены      | Заплыв                | Время                 | Место                 | Заплыв    | Время     | Место     | Время | Место | Итоговое место |
| ----------------------------- | --------------- | --------------------- | --------------------- | --------------------- | --------- | --------- | --------- | ----- | ----- | -------------- |
| байдарки-одиночки, 200 метров | Бриджитт Хартли |                       |                       |                       |           |           |           |       |       |                |
| байдарки-одиночки, 500 метров | Бриджитт Хартли |                       |                       |                       |           |           |           |       |       |                |

### Дзюдо
Соревнования по дзюдо проводились по системе с выбыванием. В утешительные раунды попадали спортсмены, проигравшие полуфиналистам турнира. Два спортсмена, одержавших победу в утешительном раунде, в поединке за бронзу сражались с дзюдоистами, проигравшими в полуфинале.
Мужчины
| Категория | Спортсмены  | 1/32 финала        | 1/16 финала            | 1/8 финала           | Четвертьфинал        | Полуфинал            | Финал                | Место |
| Категория | Спортсмены  | Соперник Результат | Соперник Результат     | Соперник Результат   | Соперник Результат   | Соперник Результат   | Соперник Результат   | Место |
| --------- | ----------- | ------------------ | ---------------------- | -------------------- | -------------------- | -------------------- | -------------------- | ----- |
| до 90 кг  | Зак Пионтек | не участвовал      | BRAТ. Камилу П 000:101 | завершил выступление | завершил выступление | завершил выступление | завершил выступление | 17    |

### Конный спорт
Выездка
Соревнования по выездке включали в себе три теста высшего уровня сложности по системе Международной федерации конного спорта (FEI): Большой Приз (англ. Grand Prix), Переездка Большого Приза (англ. Grand Prix Special) и КЮР Большого приза (англ. Grand Prix Freestyle). Итоговая оценка в каждом из тестов рассчитывалась, как среднее арифметическое значение оценок семи судей.
| Соревнование   | Спортсмены                    | Большой Приз | Большой Приз | Переездка Большого Приза | Переездка Большого Приза | КЮР Большого Приза    | КЮР Большого Приза    |
| Соревнование   | Спортсмены                    | Результат    | Место        | Результат                | Место                    | Результат             | Место                 |
| -------------- | ----------------------------- | ------------ | ------------ | ------------------------ | ------------------------ | --------------------- | --------------------- |
| личная выездка | Таня Сеймур лошадь — Ramoneur | 63,929       | 56           | завершила выступление    | завершила выступление    | завершила выступление | завершила выступление |

### Лёгкая атлетика
Мужчины
Беговые дисциплины
| Дисциплина                    | Спортсмен             | Предварительный раунд | Предварительный раунд | Предварительный раунд | Четвертьфиналы | Четвертьфиналы | Четвертьфиналы | Полуфиналы    | Полуфиналы    | Полуфиналы    | Финал | Финал |
| Дисциплина                    | Спортсмен             | Забег                 | Время                 | Место                 | Забег          | Время          | Место          | Забег         | Время         | Место         | Время | Место |
| ----------------------------- | --------------------- | --------------------- | --------------------- | --------------------- | -------------- | -------------- | -------------- | ------------- | ------------- | ------------- | ----- | ----- |
| бег на 100 метров             | Акани Симбине         |                       |                       |                       |                |                |                |               |               |               |       |       |
| бег на 100 метров             | Энрико Брёйнтейс      |                       |                       |                       |                |                |                |               |               |               |       |       |
| бег на 200 метров             | Кларенс Муньяй        |                       |                       |                       | не проводится  | не проводится  | не проводится  |               |               |               |       |       |
| бег на 200 метров             | Анасо Йободвана       |                       |                       |                       | не проводится  | не проводится  | не проводится  |               |               |               |       |       |
| бег на 200 метров             | Тлотлисо Леотлела     |                       |                       |                       | не проводится  | не проводится  | не проводится  |               |               |               |       |       |
| бег на 400 метров             | Уэйд ван Никерк       |                       |                       |                       | не проводится  | не проводится  | не проводится  |               |               |               |       |       |
| бег на 800 метров             | Райнардт ван Ренсбург |                       |                       |                       | не проводится  | не проводится  | не проводится  |               |               |               |       |       |
| бег на 800 метров             | Джейкоб Розани        |                       |                       |                       | не проводится  | не проводится  | не проводится  |               |               |               |       |       |
| бег на 5000 метров            | Элрой Гелант          |                       |                       |                       | не проводится  | не проводится  | не проводится  | не проводится | не проводится | не проводится |       |       |
| бег на 10 000 метров          | Стивен Мокока         | не проводится         | не проводится         | не проводится         | не проводится  | не проводится  | не проводится  | не проводится | не проводится | не проводится |       |       |
| бег на 110 метров с барьерами | Антонио Алкана        |                       |                       |                       | не проводится  | не проводится  | не проводится  |               |               |               |       |       |
| бег на 400 метров с барьерами | Ле Руа Хамман         |                       |                       |                       | не проводится  | не проводится  | не проводится  |               |               |               |       |       |
| бег на 400 метров с барьерами | Линдсей Ханеком       |                       |                       |                       | не проводится  | не проводится  | не проводится  |               |               |               |       |       |
| бег на 400 метров с барьерами | Луи Якоб ван Зейл     |                       |                       |                       | не проводится  | не проводится  | не проводится  |               |               |               |       |       |

Шоссейные дисциплины
| Дисциплина              | Спортсмен        | Время | Место | Отставание |
| ----------------------- | ---------------- | ----- | ----- | ---------- |
| марафон                 | Лусафо Эприл     |       |       |            |
| марафон                 | Сибусисо Нзима   |       |       |            |
| марафон                 | Лунджиле Гонгква |       |       |            |
| ходьба на 20 километров | Лебоганг Шанге   |       |       |            |
| ходьба на 20 километров | Уэйн Сниман      |       |       |            |
| ходьба на 50 километров | Марк Манделл     |       |       |            |

Технические дисциплины
| Дисциплина     | Спортсмен            | Квалификация | Квалификация | Финал                | Финал                |
| Дисциплина     | Спортсмен            | Результат    | Место        | Результат            | Место                |
| -------------- | -------------------- | ------------ | ------------ | -------------------- | -------------------- |
| прыжок в длину | Луво Маньонга        | 8,12         | 4            | 8,37                 | 2                    |
| прыжок в длину | Рушвал Самааи        | 8,03         | 5            | 7,97                 | 9                    |
| прыжок в длину | Стефан Бритс         | 7,71         | 22           | завершил выступление | завершил выступление |
| тройной прыжок | Годфри Хотсо Мокоена |              |              |                      |                      |
| метание копья  | Рокко ван Ройен      |              |              |                      |                      |

Многоборье
| Дисциплина  | Спортсмен      | Параметр  | 100 м | длина | ядро | высота | 400 м | 110 м с/б | диск | шест | копьё | 1500 м | Всего очков | Итоговое место |
| ----------- | -------------- | --------- | ----- | ----- | ---- | ------ | ----- | --------- | ---- | ---- | ----- | ------ | ----------- | -------------- |
| десятиборье | Виллем Куртзен | Результат |       |       |      |        |       |           |      |      |       |        |             |                |
| десятиборье | Виллем Куртзен | Очки      |       |       |      |        |       |           |      |      |       |        |             |                |
| десятиборье | Виллем Куртзен | Место     |       |       |      |        |       |           |      |      |       |        |             |                |

Женщины
Беговые дисциплины
| Дисциплина                    | Спортсмен         | Предварительный раунд | Предварительный раунд | Предварительный раунд | Четвертьфиналы | Четвертьфиналы | Четвертьфиналы | Полуфиналы    | Полуфиналы    | Полуфиналы    | Финал | Финал |
| Дисциплина                    | Спортсмен         | Забег                 | Время                 | Место                 | Забег          | Время          | Место          | Забег         | Время         | Место         | Время | Место |
| ----------------------------- | ----------------- | --------------------- | --------------------- | --------------------- | -------------- | -------------- | -------------- | ------------- | ------------- | ------------- | ----- | ----- |
| бег на 100 метров             | Карина Хорн       |                       |                       |                       |                |                |                |               |               |               |       |       |
| бег на 100 метров             | Алисса Конли      |                       |                       |                       |                |                |                |               |               |               |       |       |
| бег на 200 метров             | Алисса Конли      |                       |                       |                       | не проводится  | не проводится  | не проводится  |               |               |               |       |       |
| бег на 200 метров             | Джастин Палфраман |                       |                       |                       | не проводится  | не проводится  | не проводится  |               |               |               |       |       |
| бег на 400 метров             | Тсолофело Типе    |                       |                       |                       | не проводится  | не проводится  | не проводится  |               |               |               |       |       |
| бег на 400 метров             | Джастин Палфраман |                       |                       |                       | не проводится  | не проводится  | не проводится  |               |               |               |       |       |
| бег на 800 метров             | Кастер Семеня     |                       |                       |                       | не проводится  | не проводится  | не проводится  |               |               |               |       |       |
| бег на 10 000 метров          | Доминик Скотт     | не проводится         | не проводится         | не проводится         | не проводится  | не проводится  | не проводится  | не проводится | не проводится | не проводится |       |       |
| бег на 400 метров с барьерами | Венда Нел         |                       |                       |                       | не проводится  | не проводится  | не проводится  |               |               |               |       |       |

Шоссейные дисциплины
| Дисциплина              | Спортсмен       | Время | Место | Отставание |
| ----------------------- | --------------- | ----- | ----- | ---------- |
| марафон                 | Дина Пфалула    |       |       |            |
| марафон                 | Кристин Калмер  |       |       |            |
| марафон                 | Ирветт ван Зейл |       |       |            |
| ходьба на 20 километров | Анел Остхёйзен  |       |       |            |

Технические дисциплины
| Дисциплина     | Спортсмен      | Квалификация | Квалификация | Финал     | Финал |
| Дисциплина     | Спортсмен      | Результат    | Место        | Результат | Место |
| -------------- | -------------- | ------------ | ------------ | --------- | ----- |
| прыжок в длину | Линик Принсло  |              |              |           |       |
| метание копья  | Сюнетте Фильюн |              |              |           |       |

### Парусный спорт
Соревнования по парусному спорту в каждом из классов состояли из 10 или 12 гонок. Каждую гонку спортсмены начинали с общего старта. Победителем становился экипаж, первым пересекший финишную черту. Количество очков, идущих в общий зачёт, соответствовало занятому командой месту. 10 лучших экипажей по результатам 10 заплывов попадали в медальную гонку, результаты которой также шли в общий зачёт. В медальной гонке, очки, полученные экипажем удваивались. В случае если участник соревнований не смог завершить гонку ему начислялось количество очков, равное количеству участников плюс один. При итоговом подсчёте очков не учитывался худший результат, показанный экипажем в одной из гонок. Сборная, набравшая наименьшее количество очков, становится олимпийским чемпионом.
Мужчины
| Класс | Спортсмены                 | Гонка | Гонка | Гонка | Гонка | Гонка | Гонка | Гонка | Гонка | Гонка | Гонка | Гонка         | Гонка         | Гонка         | Очки | Место |
| Класс | Спортсмены                 | 1     | 2     | 3     | 4     | 5     | 6     | 7     | 8     | 9     | 10    | 11            | 12            | M             | Очки | Место |
| ----- | -------------------------- | ----- | ----- | ----- | ----- | ----- | ----- | ----- | ----- | ----- | ----- | ------------- | ------------- | ------------- | ---- | ----- |
| 470   | Джим Асенати Роджер Хадсон |       |       |       |       |       |       |       |       |       |       | Не проводится | Не проводится |               |      |       |
| Лазер | Стефано Марсия             | 30    | 25    | 42    | 38    | 43    | 38    | 44    | 36    | 39    | 40    | не проводится | не проводится | не участвовал | 331  | 40    |

### Регби-7

##### Мужчины
Мужская сборная ЮАР квалифицировалась на Игры, заняв второе место по итогам Мировой серии 2014/2015.
Состав
Результаты
Групповой этап (Группа B)
| Место | Команда   | И | В | Н | П | ОЗ | ОП | +/- | Очки |
| ----- | --------- | - | - | - | - | -- | -- | --- | ---- |
| 1     | ЮАР       | 3 | 2 | 0 | 1 | 55 | 12 | +43 | 7    |
| 2     | Франция   | 3 | 2 | 0 | 1 | 57 | 45 | +12 | 7    |
| 3     | Австралия | 3 | 2 | 0 | 1 | 52 | 48 | +4  | 7    |
| 4     | Испания   | 3 | 0 | 0 | 3 | 17 | 76 | -59 | 3    |

| 9 августа 2016 11:30 UTC-3                                                                               | \| ЮАР \| 24:0 (14:0, 10:0) Протокол \| Испания \| \| Сесил Африка 2', 7+' · Сеабело Сенатла 8' · Филип Сниман 8' · Сесил Африка 3', 7+' · Сесил Африка 9' 13' \| Голы \| \| | Стадион Деодоро, Рио-де-Жанейро Судьи: Ник Бриан |
| ЮАР | 24:0 (14:0, 10:0) Протокол | Испания                                          |
| Сесил Африка 2', 7+' · Сеабело Сенатла 8' · Филип Сниман 8' · Сесил Африка 3', 7+' · Сесил Африка 9' 13' | Голы |                                                  |

| 9 августа 2016 16:30 UTC-3                                                                                       | \| ЮАР \| 26:0 (19:0, 7:0) Протокол \| Франция \| \| Джастин Гедалд 1' · Квагга Смит 4' · Кайл Браун 7' · Дилан Сейдж 7' · Сесил Африка 2', 4', 13' · Сесил Африка 7' \| Голы \| \| | Стадион Деодоро, Рио-де-Жанейро Судьи: Ричард Келли |
| ЮАР | 26:0 (19:0, 7:0) Протокол | Франция                                             |
| Джастин Гедалд 1' · Квагга Смит 4' · Кайл Браун 7' · Дилан Сейдж 7' · Сесил Африка 2', 4', 13' · Сесил Африка 7' | Голы |                                                     |

| 10 августа 2016 11:30 UTC-3             | \| ЮАР \| 5:12 (0:12, 5:0) Протокол \| Австралия \| \| Сеабело Сенатла 11' · Чеслин Кольбе 12' \| Голы \| Джесси Парахи 4' · Том Кьюсак 6' · Джеймс Станнард 4' · Джеймс Станнард 7' \| | Стадион Деодоро, Рио-де-Жанейро Судьи: Александр Руис                      |
| ЮАР                                     | 5:12 (0:12, 5:0) Протокол | Австралия                                                                  |
| Сеабело Сенатла 11' · Чеслин Кольбе 12' | Голы | Джесси Парахи 4' · Том Кьюсак 6' · Джеймс Станнард 4' · Джеймс Станнард 7' |

### Триатлон
Соревнования по триатлону пройдут на территории форта Копакабана. Дистанция состоит из 3-х этапов — плавание (1,5 км), велоспорт (43 км), бег (10 км).
Мужчины
| Соревнование              | Спортсмены | Плавание | Смена | Велоспорт | Смена | Бег | Итоговое время | Место | Отставание |
| ------------------------- | ---------- | -------- | ----- | --------- | ----- | --- | -------------- | ----- | ---------- |
| индивидуальное первенство |            |          |       |           |       |     |                |       |            |
|                           |            |          |       |           |       |     |                |       |            |

Женщины
| Соревнование              | Спортсмены | Плавание | Смена | Велоспорт | Смена | Бег | Итоговое время | Место | Отставание |
| ------------------------- | ---------- | -------- | ----- | --------- | ----- | --- | -------------- | ----- | ---------- |
| индивидуальное первенство |            |          |       |           |       |     |                |       |            |
|                           |            |          |       |           |       |     |                |       |            |

### Футбол

#### Мужчины
Олимпийская сборная ЮАР квалифицировалась на Игры, завоевав бронзовые медали на молодёжном чемпионате Африки 2015 года. В мужском олимпийском турнире примут участие сборные, составленные из игроков не старше 23 лет (родившиеся после 1 января 1993 года). Также в заявку могут войти не более 3-х футболистов старше этого возраста.
Состав
| №              | Имя                       | Клуб                  | Дата рождения    | Возраст | Игр     | Голов   |
| Вратари        | Вратари                   | Вратари               | Вратари          | Вратари | Вратари | Вратари |
| -------------- | ------------------------- | --------------------- | ---------------- | ------- | ------- | ------- |
| 1              | Джоди Фэбруэри            | Аякс Кейптаун         | 12 мая 1996      | 20      | 0       | 0       |
| 16             | Итумеленг Куне*           | Кайзер Чифс           | 20 июня 1987     | 27      | 1       | 0       |
| Защитники      |                           |                       |                  |         |         |         |
| 2              | Эрик Матохо*              | Кайзер Чифс           | 1 марта 1990     | 26      | 1       | 0       |
| 3              | Терсиус Малепе            | Орландо Пайретс       | 18 февраля 1997  | 19      | 0       | 0       |
| 5              | Ривалдо Кутзе             | Аякс Кейптаун         | 16 октября 1996  | 19      | 1       | 0       |
| 6              | Квандаквенсизма Мнгоньяма | Марицбург Юнайтед     | 25 сентября 1993 | 22      | 0       | 0       |
| 13             | Аббубакер Мобара          | Орландо Пайретс       | 18 февраля 1994  | 22      | 1       | 0       |
| 17             | Тебого Моеране            | Бидвест Витс          | 7 апреля 1995    | 21      | 0       | 0       |
| Полузащитники  |                           |                       |                  |         |         |         |
| 7              | Мензи Масуку              | Орландо Пайретс       | 15 апреля 1993   | 23      | 1       | 0       |
| 8              | Тироун Сэндоуз            | Гремио B              | 12 февраля 1995  | 21      | 0       | 0       |
| 11             | Мапхоса Модиба            | Мпумаланга Блэк Эйсиз | 22 июля 1995     | 21      | 1       | 0       |
| 14             | Гифт Мотупа               | Орландо Пайретс       | 23 сентября 1994 | 21      | 1       | 0       |
| 15             | Пхумлани Нтшангасе        | Бидвест Витс          | 24 декабря 1994  | 21      | 1       | 0       |
| 18             | Делин Мекоа               | Марицбург Юнайтед     | 10 августа 1993  | 22      | 1       | 0       |
| Нападающие     |                           |                       |                  |         |         |         |
| 4              | Мотхоби Мвала             | Хайлендс Парк         | 14 июня 1994     | 22      | 1       | 0       |
| 9              | Ташрик Моррис             | Аякс Кейптаун         | 13 мая 1994      | 22      | 1       | 0       |
| 10             | Киган Долли (к)           | Мамелоди Сандаунз     | 22 января 1993   | 23      | 1       | 0       |
| 12             | Лебоганг Мотхиба          | Лилль                 | 28 января 1996   | 20      | 1       | 0       |
| Главный тренер |                           |                       |                  |         |         |         |
| Флаг ЮАР       | Оуэн Да Гама              | Оуэн Да Гама          | 18 августа 1961  | 54      |         |         |

Результаты
Групповой этап (Группа A)
| М | Команда  | И | В | Н | П | Мячи  | ±  | О |
| - | -------- | - | - | - | - | ----- | -- | - |
| 1 | Бразилия | 3 | 1 | 2 | 0 | 4 − 0 | +4 | 5 |
| 2 | Дания    | 3 | 1 | 1 | 1 | 1 − 4 | −3 | 4 |
| 3 | Ирак     | 3 | 0 | 3 | 0 | 1 − 1 | 0  | 3 |
| 4 | ЮАР      | 3 | 0 | 2 | 1 | 1 − 2 | −1 | 2 |

| 4 августа 2016 16:00 UTC-3 | \| Бразилия \| 0:0 (0:0) Отчёт \| ЮАР \| | Стадион: Национальный стадион, Бразилиа Зрителей: 69 389 Судья: Антонио Матео Лаос |
| Бразилия                   | 0:0 (0:0) Отчёт                          | ЮАР                                                                                |

| 7 августа 2016 19:00 UTC-3 | \| Дания \| 1:0 (0:0) Отчёт \| ЮАР \| \| Сков 69′ \| Голы \| \| | Стадион: Национальный стадион, Бразилиа Зрителей: 32 314 Судья: Рюдзи Сато |
| Дания                      | 1:0 (0:0) Отчёт                                                 | ЮАР                                                                        |
| Сков 69′                   | Голы                                                            |                                                                            |

| 10 августа 2016 22:00 UTC-3 | \| ЮАР \| \| Ирак \| | Стадион: Арена Коринтианс, Сан-Паулу |
| ЮАР                         |                      | Ирак                                 |

#### Женщины
Женская сборная ЮАР квалифицировалась на Игры, одержав победу в олимпийском квалификационном турнире КАФ 2015 года.
Состав
| №                | Имя                  | Клуб                                  | Дата рождения    | Возраст | Игр     | Голов   |
| Вратари          | Вратари              | Вратари                               | Вратари          | Вратари | Вратари | Вратари |
| ---------------- | -------------------- | ------------------------------------- | ---------------- | ------- | ------- | ------- |
| 1                | Роксана Баркер       | Акюрейри                              | 6 мая 1991       | 25      | 3       | -3      |
| 16               | Андиль Дламини       | Мамелоди Сандаунз                     | 2 сентября 1992  | 23      | 0       | 0       |
| Защитники        |                      |                                       |                  |         |         |         |
| 2                | Лебоданг Рамалепе    | Ма-Индиес                             | 3 декабря 1991   | 24      | 2       | 0       |
| 3                | Нотандо Вилакази     | Пэлас Супер Фалконс                   | 28 октября 1988  | 27      | 3       | 0       |
| 4                | Ноко Матлу           | Ма-Индиес                             | 30 сентября 1985 | 30      | 3       | 0       |
| 5                | Джанин ван Вик (к)   | Университет Йоханнесбурга             | 17 апреля 1987   | 29      | 3       | 0       |
| 13               | Бамбанани Мбане      | Блумфонтейн Селтик                    | 12 марта 1990    | 26      | 0       | 0       |
| Полузащитники    |                      |                                       |                  |         |         |         |
| 6                | Мамелло Макабане     | Университет Йоханнесбурга             | 24 февраля 1988  | 28      | 3       | 0       |
| 7                | Стефани Малербе      | Техасский университет A&M             | 5 апреля 1996    | 20      | 3       | 0       |
| 8                | Робин Мудали         | Университет Огайо                     | 16 июня 1994     | 22      | 0       | 0       |
| 9                | Аманда Дламини       | Университет Йоханнесбурга             | 22 июля 1988     | 28      | 2       | 0       |
| 10               | Линда Мотлало        | Университет Йоханнесбурга             | 1 июля 1998      | 18      | 3       | 0       |
| 15               | Рефилоу Джейн        | Мамелоди Сандаунз                     | 4 августа 1992   | 23      | 3       | 0       |
| 17               | Леандра Смеда        | Университет Западно-Капской провинции | 22 июля 1989     | 27      | 1       | 0       |
| 18               | Номпумелело Ньяндени | Университет Йоханнесбурга             | 19 августа 1987  | 28      | 1       | 0       |
| Нападающие       |                      |                                       |                  |         |         |         |
| 11               | Шиве Нонгванья       | Блумфонтейн Селтик                    | 7 марта 1994     | 22      | 1       | 0       |
| 12               | Жермен Сеопосенве    | Университет Сэмфорда                  | 12 октября 1993  | 22      | 3       | 0       |
| 14               | Сана Молло           | Мамелоди Сандаунз                     | 30 января 1987   | 29      | 3       | 0       |
| 20               | Темби Кгатлана       | Университет Западно-Капской провинции | 2 мая 1996       | 20      | 2       | 0       |
| Главный тренер   |                      |                                       |                  |         |         |         |
| Флаг Нидерландов | Вера Паув            | Вера Паув                             | 18 января 1963   | 53      |         |         |

Результат
Групповой этап (Группа E)
| М | Команда  | И | В | Н | П | Мячи  | ±  | О |
| - | -------- | - | - | - | - | ----- | -- | - |
| 1 | Бразилия | 3 | 2 | 1 | 0 | 8 − 1 | +7 | 7 |
| 2 | Китай    | 3 | 1 | 1 | 1 | 2 − 3 | −1 | 4 |
| 3 | Швеция   | 3 | 1 | 1 | 1 | 2 − 5 | −3 | 4 |
| 4 | ЮАР      | 3 | 0 | 1 | 2 | 0 − 3 | −3 | 1 |

| 3 августа 2016 13:00 UTC-3 | \| Швеция \| 1:0 (0:0) Отчёт \| ЮАР \| \| Фишер 76′ \| Голы \| \| | Стадион: Олимпийский стадион, Рио-де-Жанейро Зрителей: 13 439 Судья: Теодора Албон |
| Швеция                     | 1:0 (0:0) Отчёт                                                   | ЮАР                                                                                |
| Фишер 76′                  | Голы                                                              |                                                                                    |

| 6 августа 2016 19:00 UTC-3 | \| ЮАР \| 0:2 (0:1) Отчёт \| Китай \| \| \| Голы \| Гу Яша 46′ · Тань Жуинь 87′ \| | Стадион: Олимпийский стадион, Рио-де-Жанейро Зрителей: 25 000 Судья: Эстер Штаубли |
| ЮАР                        | 0:2 (0:1) Отчёт                                                                    | Китай                                                                              |
|                            | Голы                                                                               | Гу Яша 46′ · Тань Жуинь 87′                                                        |

| 9 августа 2016 21:00 UTC-4 | \| ЮАР \| 0:0 (0:0) Отчёт \| Бразилия \| | Стадион: Амазония, Манаус Зрителей: 38 415 Судья: Стефани Фраппарт |
| ЮАР                        | 0:0 (0:0) Отчёт                          | Бразилия                                                           |